# Anne-Marie Irving
Anne-Marie Irving (Christchurch, Novi Zeland 16. veljače 1977.) je novozelandska hokejašica na travi. Igra na položaju vratarke.
Svojim igrama je izborila mjesto u novozelandskoj izabranoj vrsti. 

## Sudjelovanja na velikim natjecanjima
- 1999.: Trofej prvakinja u Brisbaneu, 5. mjesto
- 2000.: izlučna natjecanja za OI 2000., održana u Milton Keynesu, 1. mjesto
- 2000.: OI u Sydneyu, 6. mjesto
- 2000.: Trofej prvakinja u Amstelveenu, 6. mjesto
- 2001.: Trofej prvakinja u Amstelveenu, 5. mjesto
- 2002.: Trofej prvakinja u Macau, 5. mjesto
- 2002.: SP u Perthu: 11.
- 2002.: Igre Commonwealtha u Manchesteru, 4. mjesto